# Hellevoetsluis (plaats)

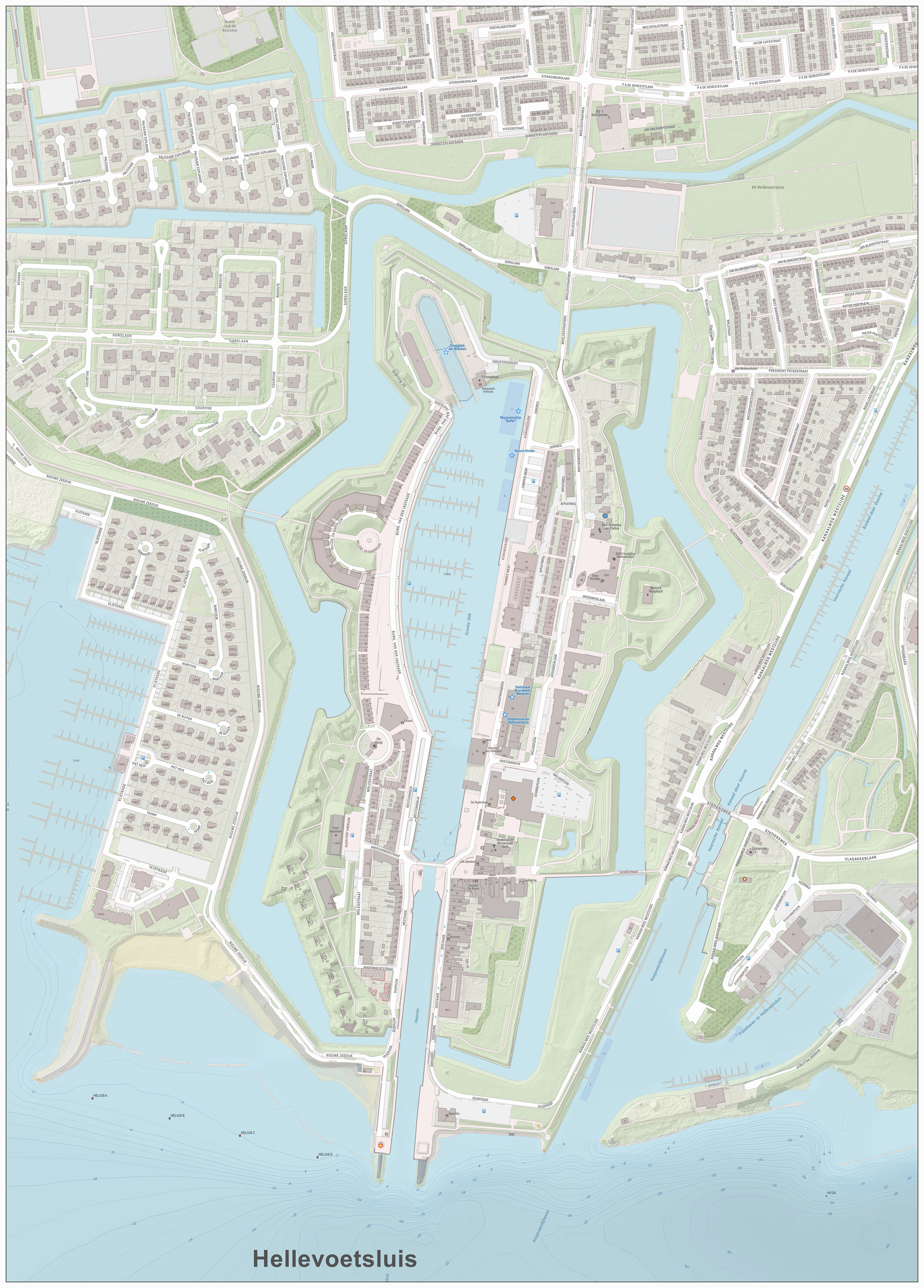
Kaart van het centrum van Hellevoetsluis, met bezienswaardigheden

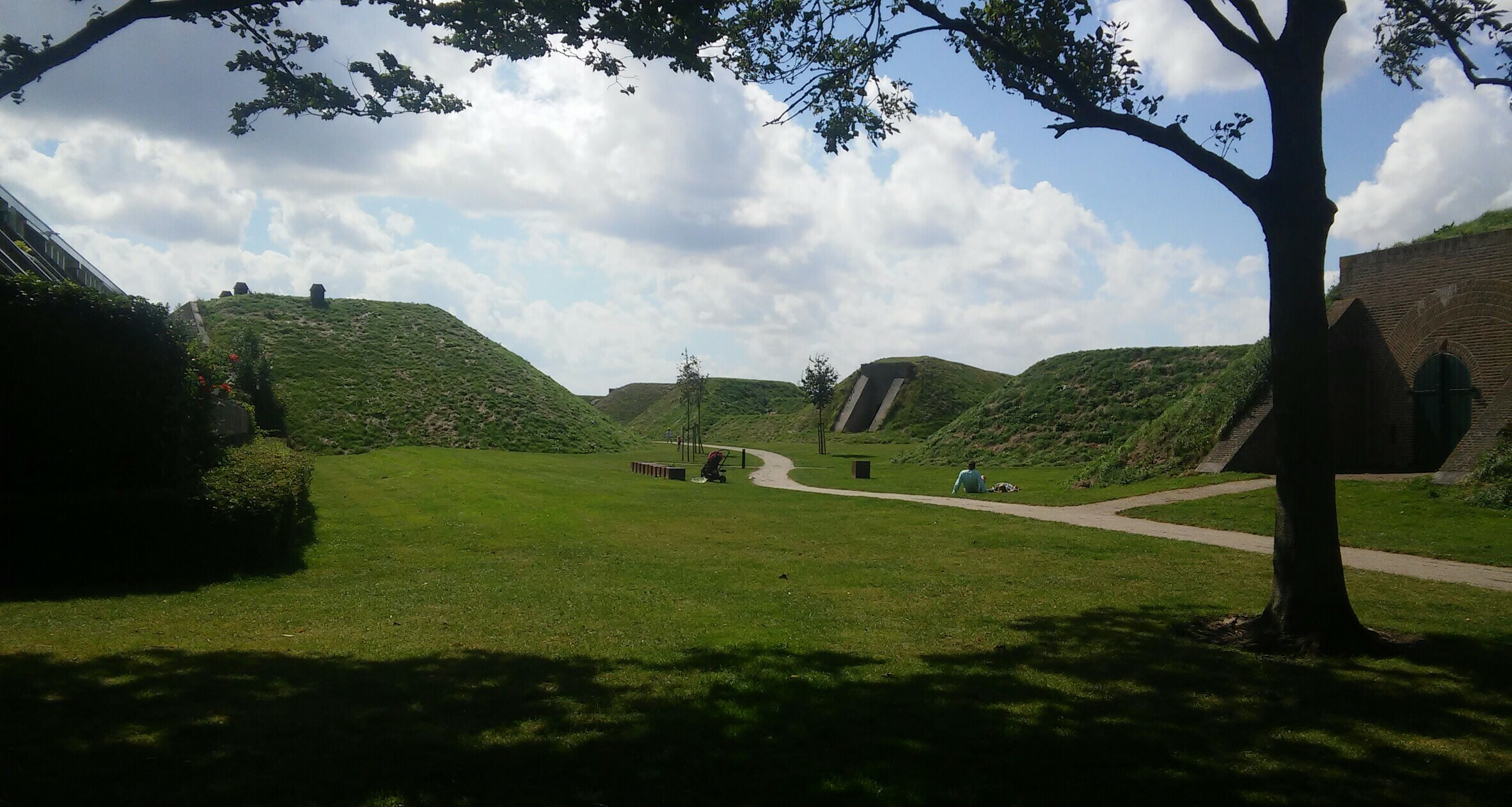
Bunkers

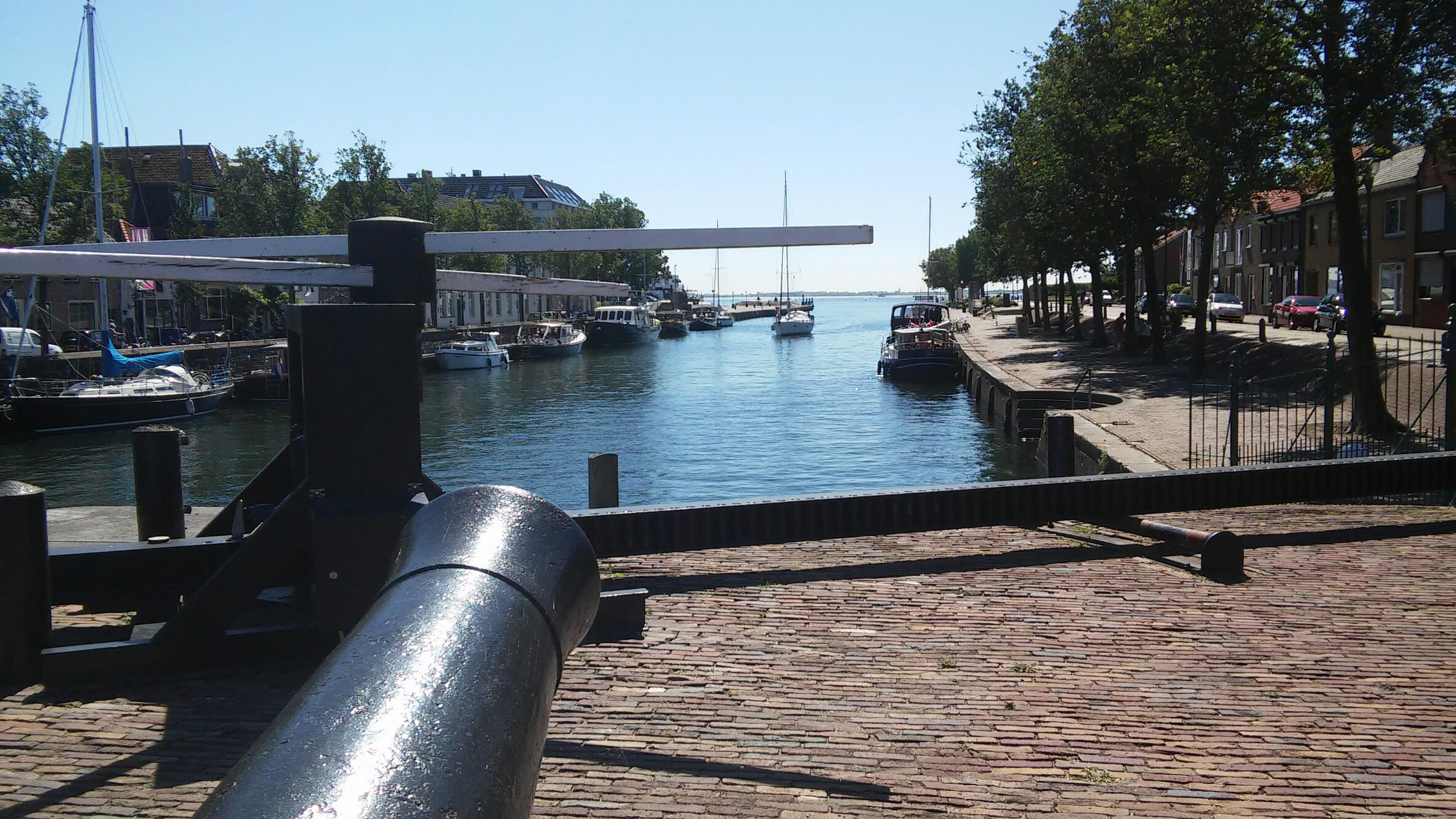
Uitzicht vanaf brug op haven

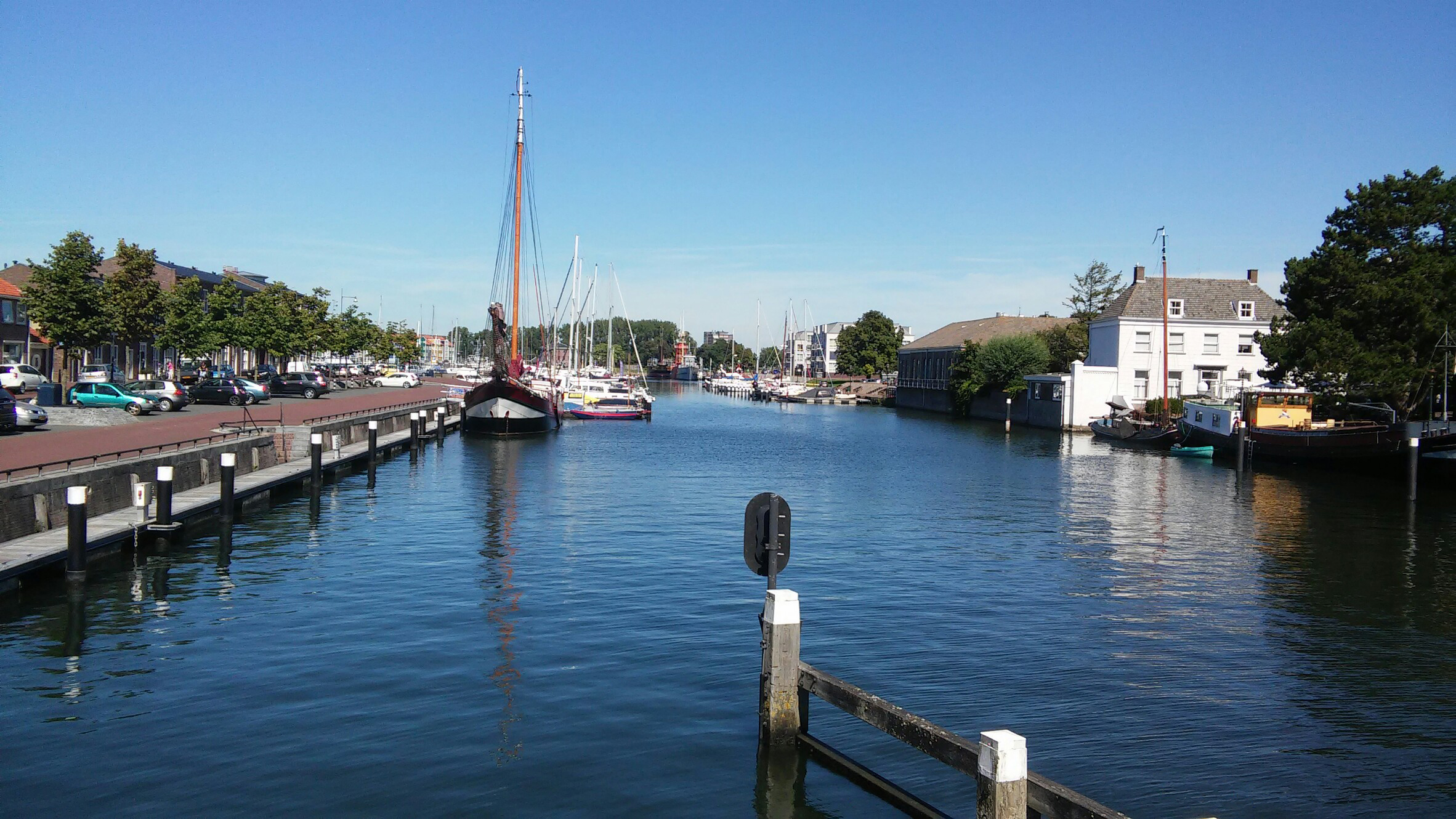
Uitzicht vanaf brug op haven

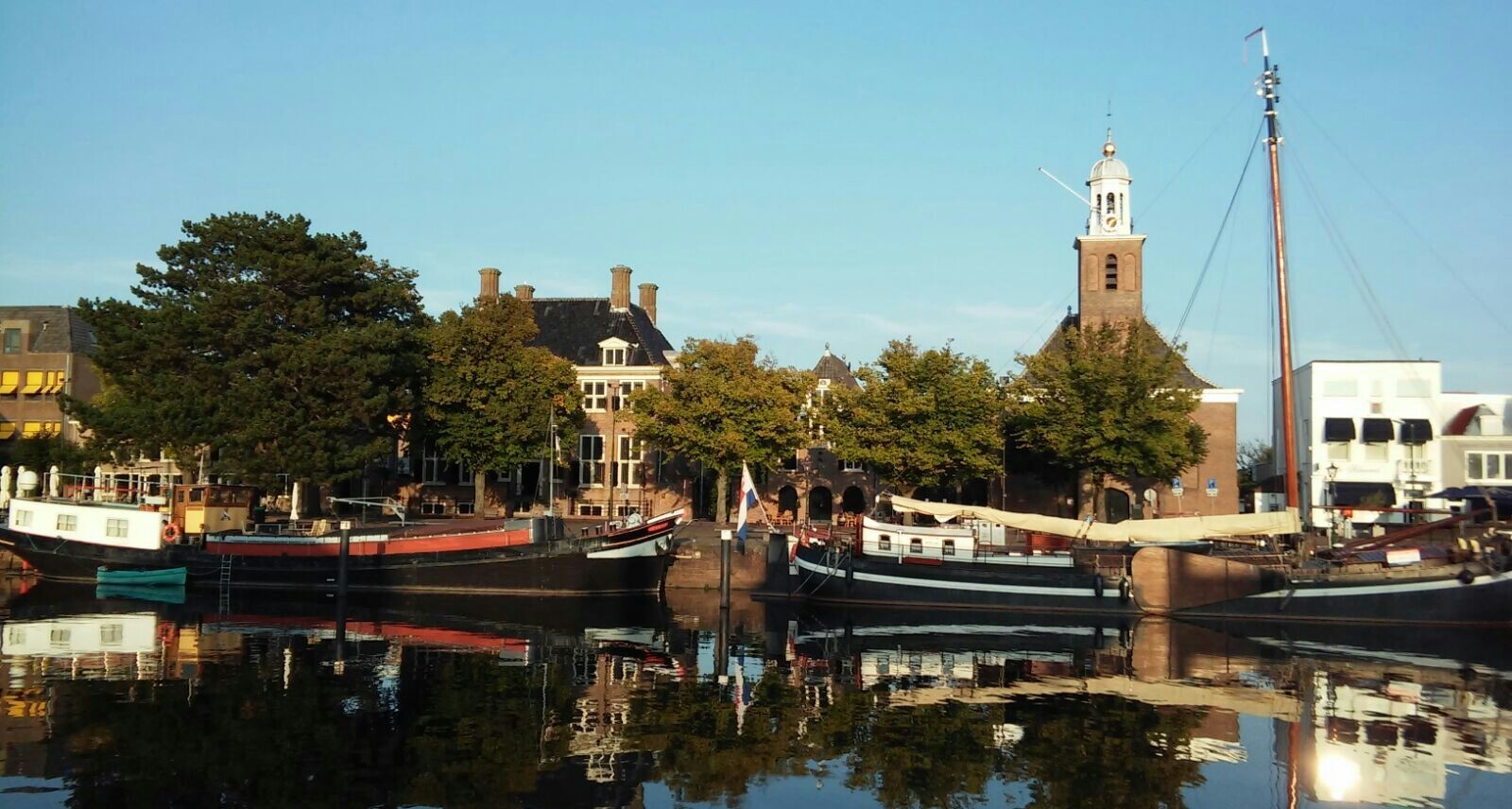
Kade Hellevoetsluis

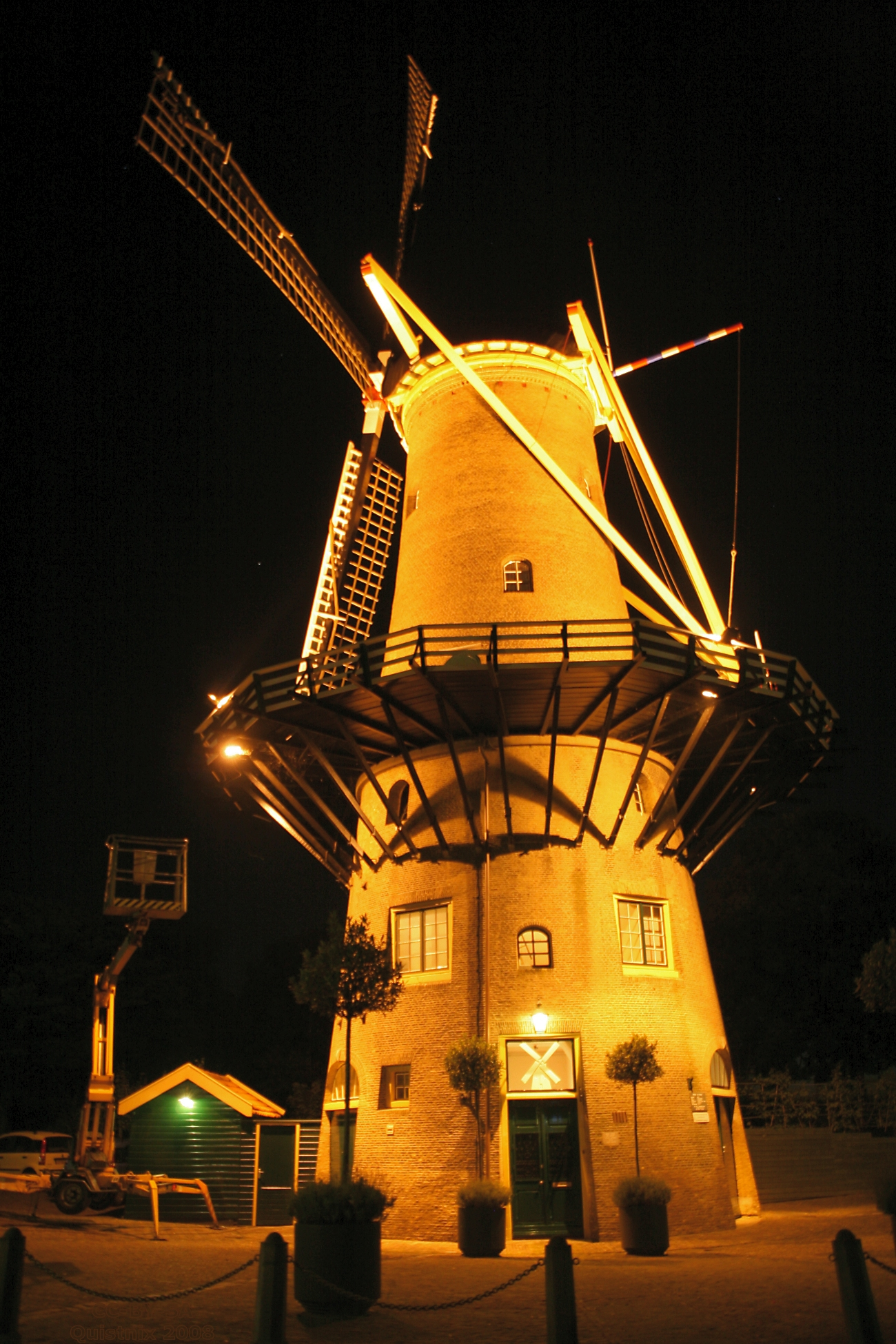
Molen de Hoop

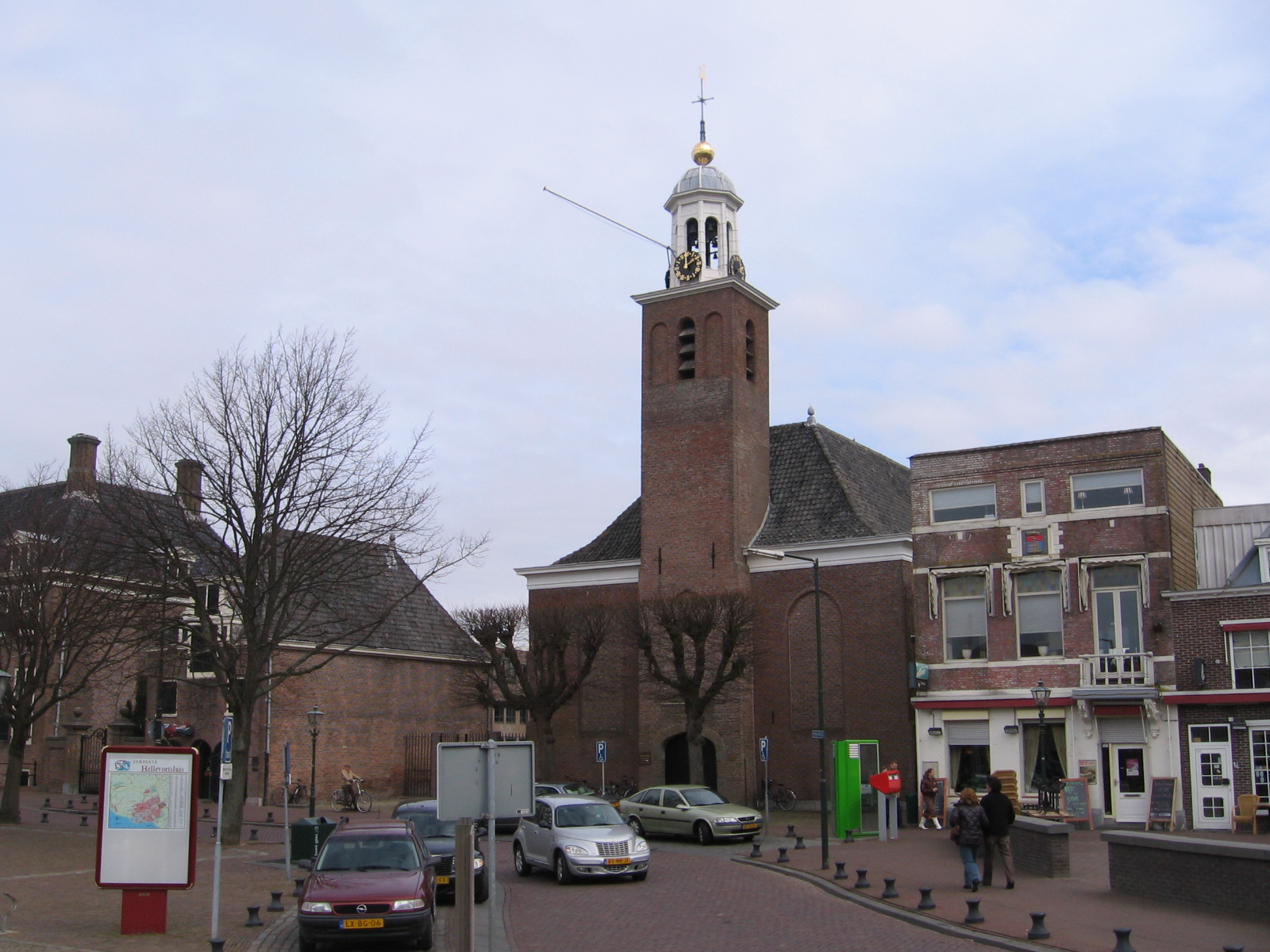
Hervormde kerk in de vesting

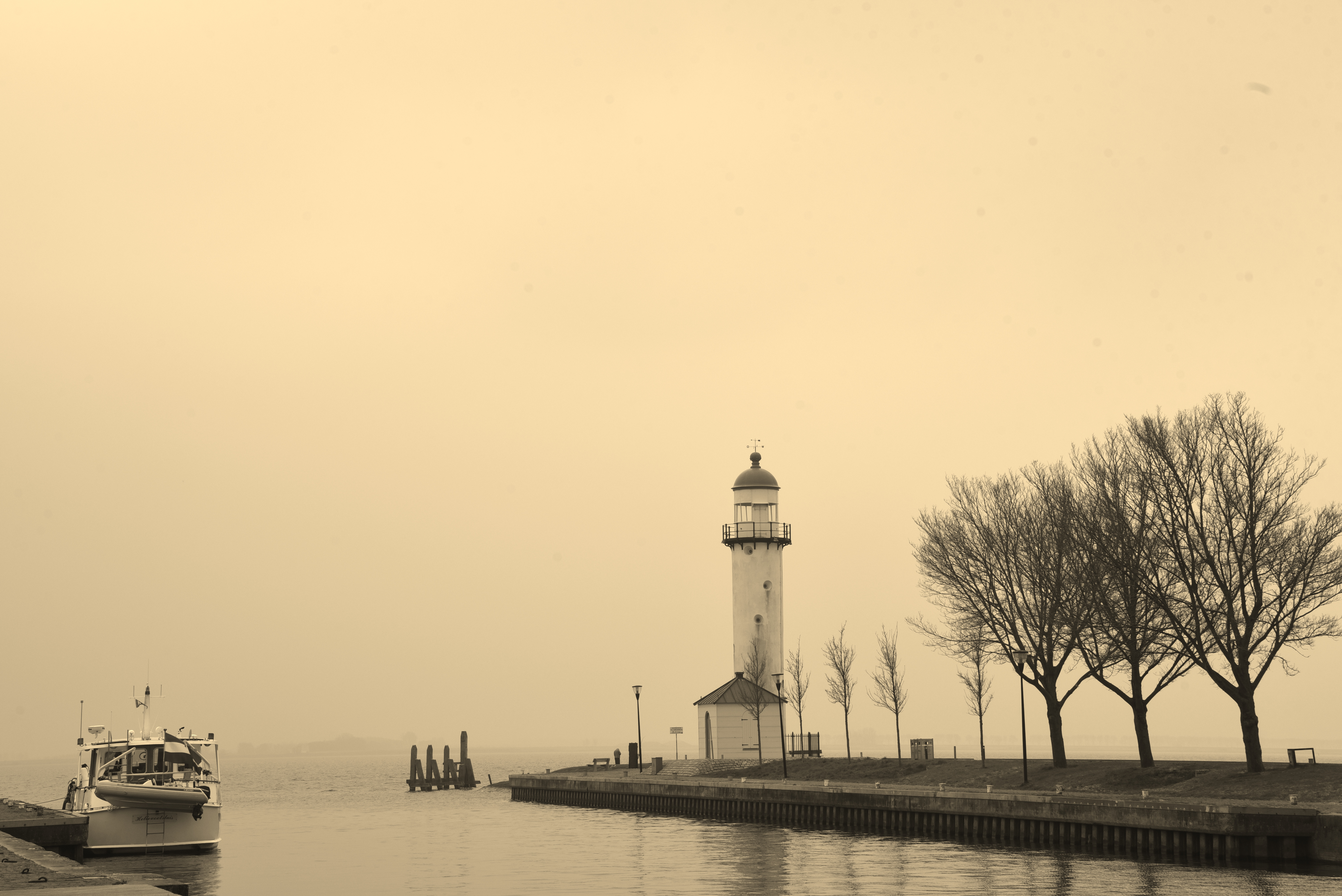
Vuurtoren

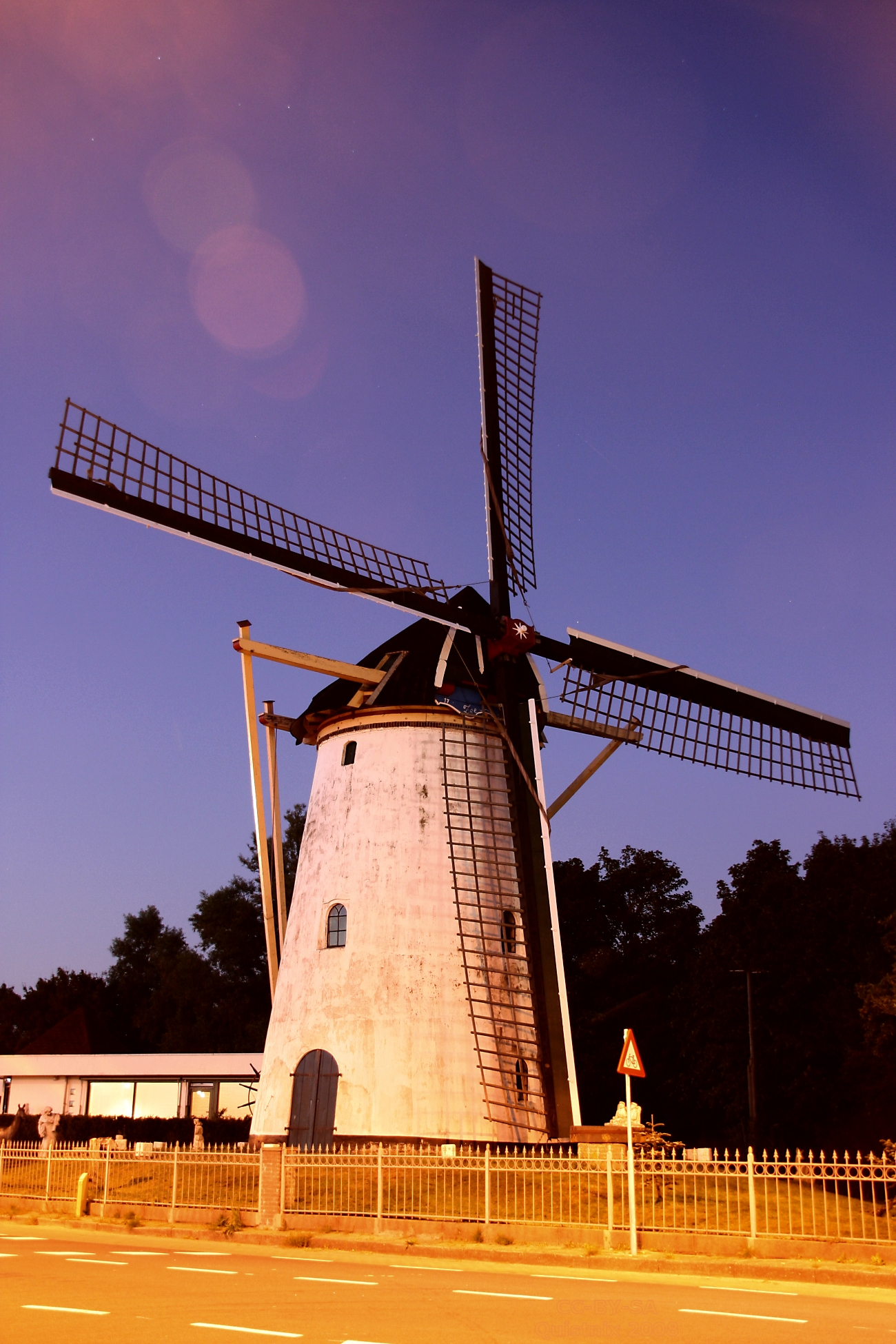
Molen Zeezicht bij Nieuwenhoorn

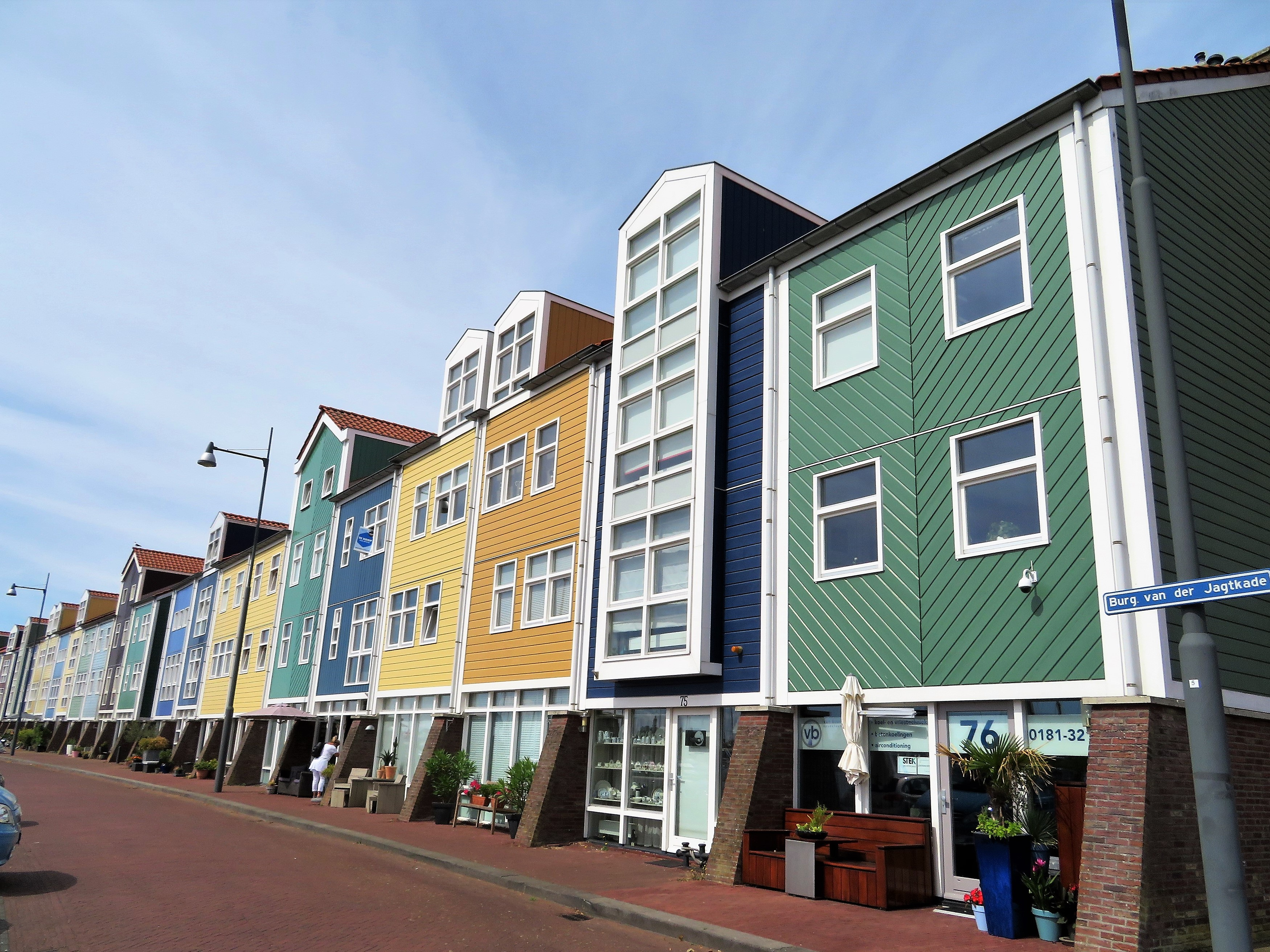
Woningbouw Groote Dok West

Hellevoetsluis (uitspraakⓘ), in de Nederlandse provincie Zuid-Holland, is een stad in de gemeente Voorne aan Zee. met ruim 39.000 inwoners is het de grootste plaats in de gemeente. Het gemeentehuis is er gevestigd.

## Etymologie
De Helle, wat Romeinen kenden als "Helius" of Helinium, is een benaming die tot in de middeleeuwen in gebruik was voor het tegenwoordige Haringvliet en de Maas. De naam Hel(le)voet, of "(land bij) het laagste punt van het Helius", komt vervolgens voor het eerst voor in documenten uit de 13e eeuw, als Oud-Hellevoet, de Hellevoetse Werfhoek, Nieuw Hellevoeterland en in 1395 wanneer de polder Nieuw-Helvoet ter bedijking wordt uitgegeven. Deze polder had een uitwateringssluis in de Zuiddijk: de Hellevoetse sluis.

## Geschiedenis
Het gebied Voorne-Putten bestond vroeger uit venen, kleigronden, moerassen en zandduinen. Permanente bewoning van Hellevoetsluis gaat terug naar de ijzertijd (ongeveer 800 v.Chr.). Er werd toen voornamelijk veeteelt beoefend, en in de Romeinse tijd vanaf 12 v.Chr. waarschijnlijk ook landbouw. Na de 3e eeuw verlieten mensen Voorne-Putten tot de 7e eeuw, in de 11e eeuw keerden de eerste bewoners terug naar wat later Hellevoetsluis zou worden. Omdat het gebied Voorne-Putten vaak overstroomde, begon men met inpolderen.
Het poldergebied waar Hellevoetsluis zou ontstaan werd tussen 1367 en 1394 in cultuur gebracht. De eerste bewoners hielden zich voornamelijk bezig met landbouw en veeteelt. Er was oorspronkelijk een klein haventje dat gebruikt werd door de bewoners van het 15e-eeuwse dorpje Nieuw-Helvoet, dit zou uitgroeien tot Hellevoetsluis.
De vesting Hellevoetsluis is in het begin van de 17e eeuw aangelegd om de oorlogs- en handelshaven te versterken. De zilvervloot werd in 1629 op de rede van Hellevoetsluis ontscheept. Op 11 november 1688 startte Willem III met zijn vloot een tocht naar Engeland om daar, samen met zijn vrouw Mary, de troon te bestijgen en koning van Engeland, Schotland en Ierland te worden.
Vanaf de 17e eeuw tot in 1834 voerden de Britse posterijen een dagelijkse verbinding uit met de pakketboot van Hellevoetsluis naar Harwich en vice versa. Vanuit Hellevoetsluis moest de Britse post dan worden gedistribueerd over de stedelijke postdiensten in de Republiek.
In 1798 werd onder bevel van buitengewone opzichter Jan Blanken een zeesluis en droogdok aangelegd. Hellevoetsluis was de marinebasis van de Admiraliteit van de Maze. In de tijd dat Hellevoetsluis marinehaven was werd hier de door Piet Hein buitgemaakte zilvervloot aan wal gebracht. Aan die tijd herinneren nog gebouwen als het Tromphuys, affuitenloods, het kruythuys en het Ruyterhuys, vernoemd naar Michiel de Ruyter.
In 1813, op het einde van de Franse tijd in Nederland, vocht de Franse marine onder leiding van Emmanuel Halgan, om deze plek vooralsnog bezet te houden.
De vesting was in die tijd belangrijk als (marine)haven en tot in de 19e eeuw bleef deze positie gehandhaafd. Doordat rond 1830 het Kanaal door Voorne werd gegraven was er een levendige handel en doorvaart naar Rotterdam, daarnaast had Hellevoetsluis verschillende marine-instellingen en opleidingsinstituten en een vestingartillerie. Er werden in deze tijd verschillende militaire oefeningen met land en zeemacht gehouden in Hellevoetsluis en omstreken. Nadat de Nieuwe Waterweg het Kanaal door Voorne nutteloos had gemaakt zette het verval in, wat nog versterkt werd toen in de jaren 1930 van de twintigste eeuw de marinehaven naar Den Helder werd verplaatst. Na het vertrek van de marine stagneerde de lokale economie. Tijdens de Tweede Wereldoorlog sloopten de Duitsers een deel van Hellevoetsluis om een meer schootsveld te krijgen ter verdediging van de eigen stellingen. In de jaren 1960 keerde de marine tijdelijk terug naar Hellevoetsluis; er werden uit dienst gestelde schepen van de mijnenveegdienst opgelegd. In 1987 werd een mijnenjager vernoemd naar de plaats: de Hr. Ms. Hellevoetsluis.
In 1905 kreeg Hellevoetsluis een stoomtramlijn naar Spijkenisse en Rotterdam Rosestraat. Dit was één der Rotterdamse Tramweg Maatschappijlijnen in de regio. Later reden er (ook) dieseltrams. In 1966 was het de laatste RTM-tramlijn die werd opgeheven. Het diagonale tracé naar Spijkenisse is tegenwoordig fietspad.
Na twee jaar alternatieve ontvangst tijdens de coronacrisis koos de NTR voor 2022 weer voor een fysieke intocht in Hellevoetsluis. Dieuwertje Blok verzorgde de presentatie, en burgemeester Milène Junius verwelkomde Sinterklaas namens de gemeente.

## Monumenten en bezienswaardigheden
Hellevoetsluis is een rijksbeschermd stadsgezicht en heeft een aantal bijzondere historische gebouwen, schepen en enkele musea.
Hellevoetsluis was afgelopen eeuwen vooral legerplaats en marinehaven. Gebouwen die daar nog aan herinneren zijn de kazerne Fort Haerlem, een lange kustbatterij uit 1880 (te zien op de eerste kaart boven), de opgeknapte bunkers gebouwd rondom de vesting, een kruittoren en de barakken in de vesting. Daarnaast was Hellevoetsluis van 1783 tot 1797 thuishaven van het linieschip de Delft. Dit 63 meter lange zeilschip wordt momenteel herbouwd op scheepswerf De Delft in Delfshaven. In het droogdok zelf werden schepen gebouwd en gerepareerd voor gebruik in oorlogen.
Tot op de dag van vandaag bleef Hellevoetsluis een havenplaats, hoewel het zich nu richt op recreatie en niet meer op handel, transport en de marine. In de Hellevoetse haven ligt het stenen droogdok van Jan Blanken, waarvan de bouw in 1798 startte; deze is uniek in zijn soort. Het werd tot begin jaren 70 gebruikt voor nieuwbouw en onderhoud van verschillende schepen, meestal mijnenvegers, onder de bedrijfsnaam Niestern. Hierna raakte het dok in verval, maar het is tegenwoordig in gerestaureerde toestand te bezichtigen samen met het Museum Droogdok Jan Blanken, vernoemd naar Jan Blanken die opzichter was tijdens de bouw van het droogdok.
Het Kanaal door Voorne, dat in 1830 werd aangelegd van Hellevoetsluis naar het in de jaren 60 verdwenen dorp Nieuwesluis, vormde een verbinding met Rotterdam. Omdat de zeeschepen te groot werden voor het kanaal werd later de Nieuwe Waterweg aangelegd en verloor het kanaal zijn functie. Tegenwoordig wordt het nog amper bevaren maar wel gebruikt door sportvissers en kinderen om te zwemmen.
Verdere gebouwen die aan het maritiem verleden van Hellevoetsluis herinneren zijn de vuurtoren bij de haven, die vaak wordt afgebeeld op prentkaarten van Hellevoetsluis, het lichtschip Noord-Hinder en de O/S Zeefakkel, een opleidingsschip van het Zeekadetkorps Hellevoetsluis. Sinds oktober 2013 ligt Hr.Ms. Buffel (HW 12, A 884), een historisch Nederlands pantserschip in Hellevoetsluis. Vanaf 1979 tot 7 januari 2013 was het schip te bezichtigen in het Maritiem Museum Rotterdam waar het in de Leuvehaven lag als museumschip. Vanwege bezuinigingen werd de Buffel op 5 oktober 2013 verplaatst naar Hellevoetsluis, waar Stichting Museumschip “De Buffel” er nu zorg voor draagt. De historische schepen zijn aangemeerd aan de Koningskade.
Daarnaast bevat de vesting drie musea, het Nationaal Brandweermuseum, de Oudheidskamer en Fortresse Holland. Hellevoetsluis heeft twee korenmolens, een bewoonde molen De Hoop uit 1801 en de Zeezicht bij Nieuwenhoorn. Verder staat er in de vesting een watertoren uit 1896, die bewoond wordt en die ontworpen is door N. Biezeveld.
Het Prinsenhuis dateert uit de 17e eeuw.

## Toerisme
De historische vesting- en marineplaats Hellevoetsluis richt zich op nautisch-toerisme uit binnen- en buitenland. Het is de thuishaven van een groot aantal plezierschepen en veel schepen van elders doen de stad aan. Er zijn zes (jacht)havens:
- Koopvaardijhaven (gemeentelijke passantenplaatsen voor plezier- en chartervaartuigen),
- De Haaven (gemeentelijke passantenplaatsen voor pleziervaartuigen),
- Groote dok (jachthaven geëxploiteerd door gemeente Hellevoetsluis en Marina Hellevoetsluis),
- Heliushaven (jachthaven met van drie watersportverenigingen: Haringvliet, Helius en Hellevoetsluis en daar tegenover Marina Cape Helius),
- Kanaal door Voorne (jachthaven met drie watersportverenigingen: Haringvliet, Hellevoetsluis en Waterman),
- Tramhaven (bedrijfshaven met verschillende boten- motorreparatiebedrijven en een jachtverhuurder).

Voor recreatie is er een aantal kleine strandjes. In de omgeving zijn enkele bungalowparken en campings. 

## Jaarlijkse festiviteiten
- Vestingdagen, sinds 2007 Zeehelden weekend geheten, sinds 2016 opnieuw Vestingdagen genoemd.
- Wallenpop
- Dutch Classic Yacht Regatta Oude en klassieke schepen.
- Nachtmarkt, begin juni en eind augustus/begin september
- Kermis bij Winkelcentrum De Struytse Hoeck, rond 20 juni
- Lampionoptocht.
- World Predator Classic
- Fokveedag in de wijk Nieuw-Helvoet

## Cultuur en samenleving
Het verenigingsleven van Hellevoetsluis bestaat onder meer uit veel muziek-, watersport-, schiet- en vechtsportverenigingen, een naturismevereniging, een schaakvereniging en een historisch genootschap de Cruyttoren, dat gevestigd is in de historische kruittoren in de vesting. Verder is er een volksuniversiteit, een theater de Twee Hondjes, de dansacademie Ri-Jo, Warren's sportinstituut, het zwembad De Eendraght en een bibliotheek naast de parkeerplaats bij winkelcentrum de Struytse Hoeck. Op deze parkeerplaats wordt ook de wekelijkse markt gehouden. In 2022 was Hellevoetsluis het podium voor de landelijke intocht van Sinterklaas.

### Scouting
- Scouting Hellevoetsluis

### Sport

#### Voetbal
- VV Hellevoetsluis
- VV Nieuwenhoorn
- FC Vlotbrug

#### Hockey
- HC Voorne

#### Atletiek
- AV Pallas '93.

#### Handbal
- HV Helius

#### Basketbal
- Jump '80

#### Tennis
- T.C. de Kooistee
- Tennisbaan 'de Vesting'
- TV United Service

#### Turnen
- KDO-Sport Hellevoetsluis

#### Korfbal
- Korfbal vereniging 't Capproen

#### Watersport / zeilen
- WSV Hellevoetsluis
- WSV Helius
- WSV Haringvliet

#### Paardensport
- Manege Stal Flicka

#### Honkbal
- HSV Athletics

### Kerken en kerkgenootschappen
- Protestantse Gemeente Hellevoetsluis, voor 2008 Hervormde kerk Hellevoetsluis en Gereformeerde Kerk Hellevoetsluis
- Hervormde kerk Nieuwenhoorn, sinds 2008 kerk van de Protestantse Gemeente Hellevoetsluis
- Hervormde kerk Nieuw-Helvoet in 2008 gefuseerd tot Protestantse Gemeente Hellevoetsluis, kerkgebouw is niet meer in gebruik voor kerkdiensten
- Rooms-katholieke kerk: Antonius van Padua

### Evangeliegemeente: Agapè
- Evangelische Gemeente: Jong en Vrij
- Vergadering van gelovigen Hellevoetsluis
- Gereformeerde gemeente Hellevoetsluis

### Media
- LINQ Media, regionale omroep
- Groot Hellevoet en Hellevoetse post, lokale weekkranten

### Scholen
- Openbare Basisschool de Wateringe
- Openbare Basisschool ’t Schrijverke
- Rooms Katholieke Basisschool Hendrik Boogaard
- School voor Speciaal Basisonderwijs De Windroos
- Openbare Basisschool de Kring
- De Bron
- Openbare Basisschool Het Palet
- Samenwerkingsschool De Brandaris
- Basisschool de Regenboog
- Openbare Basisschool de Houthoeffe
- 1ste Openbare Montessorischool Hellevoetsluis
- De Ravense Poort
- Voorziening Jonge Kind Voorne – iHub onderwijs
- Helinium (voortgezet onderwijs)
- Penta Jacob van Liesveldt (voortgezet onderwijs)

## Geboren in Hellevoetsluis
- Anthony van Kampen (1911-1991), schrijver
- Ellemieke Vermolen (1976), actrice, tv-presentatrice en kookboekenschrijfster
- Ronald Brouwer (1979), hockeyer
- Jerdy Schouten (1997), voetballer
- Rachelle Ardon (2001), voetbalster

## Afbeeldingen

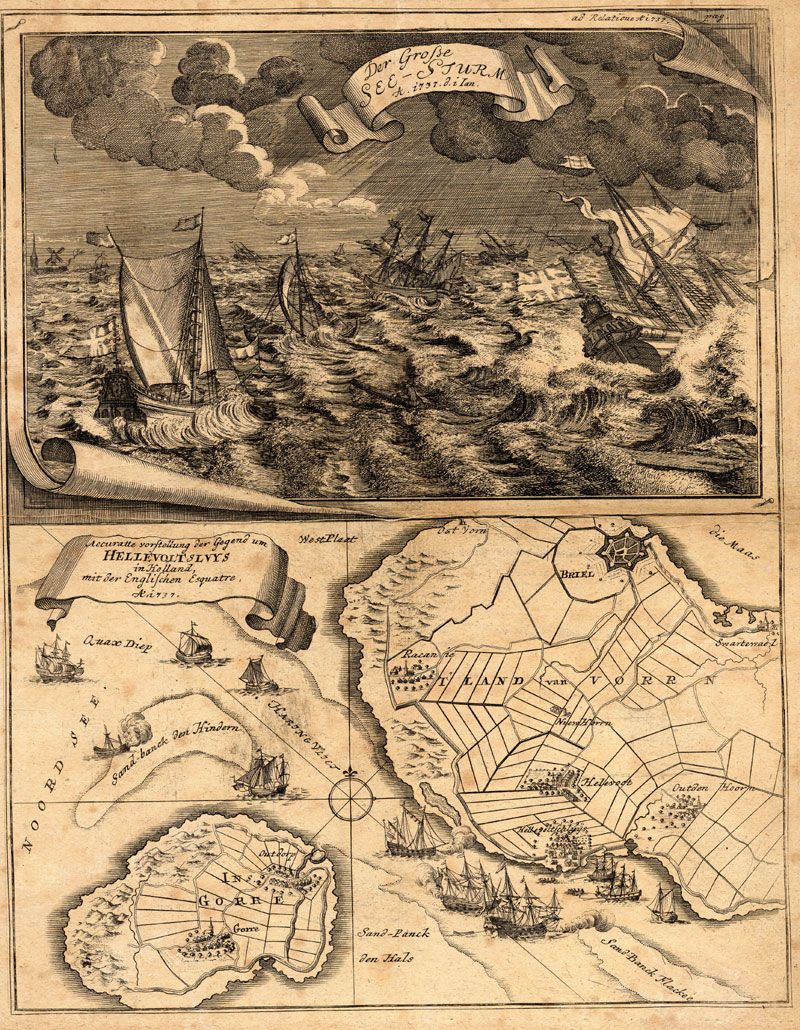
Gravure uit 1737
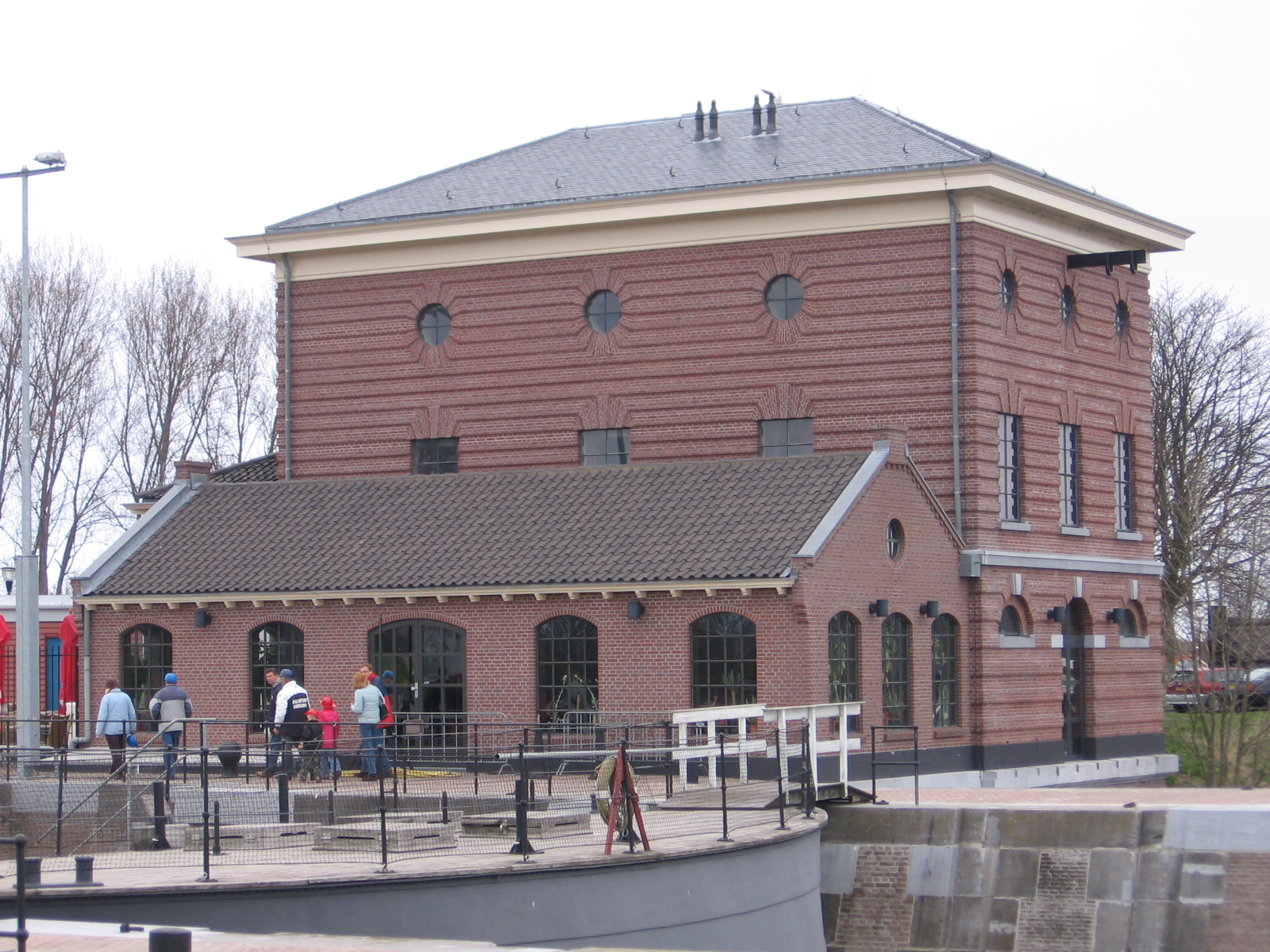
Pompgebouw bij het droogdok, wordt ook gebruikt als museum en restaurant.
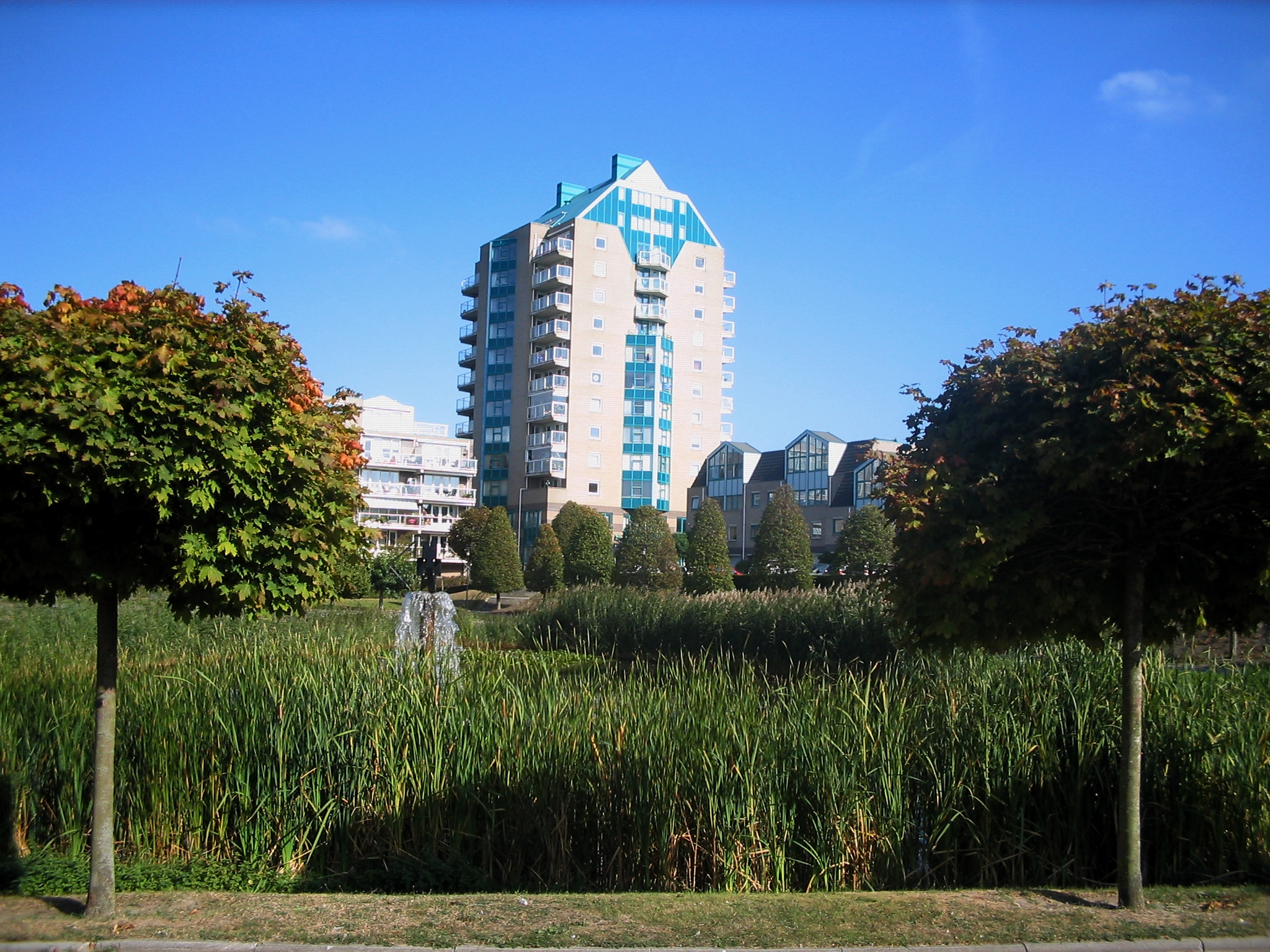
De woontoren bij de ingang van Hellevoetsluis. Vaak naar gerefereerd als "Het melkpak". Daarachter winkelcentrum de Struyse Hoeck.
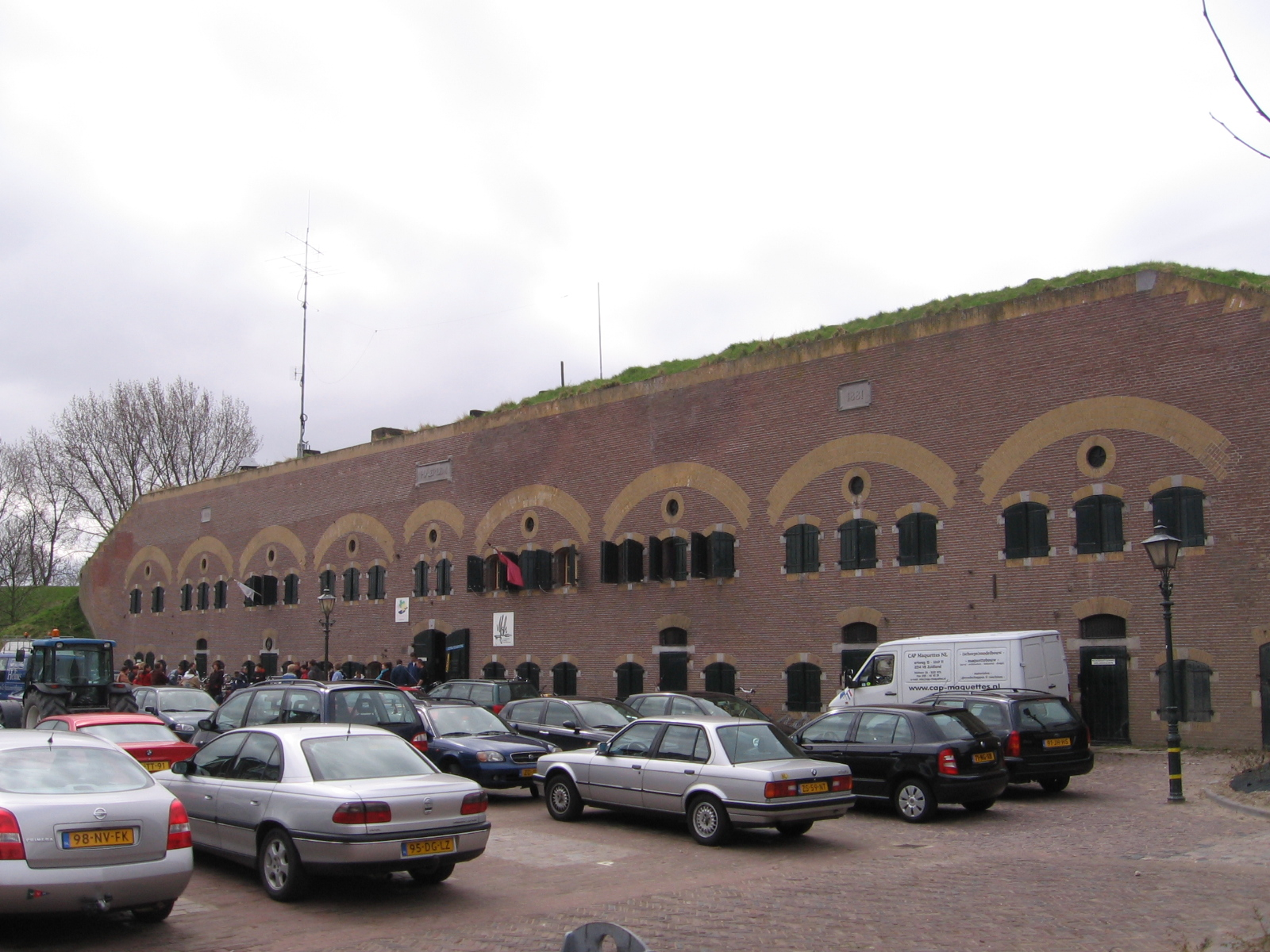
Kazerne Fort Haerlem doet dienst als hoofdgebouw van de scouting en er wordt een jaarlijkse jamboree georganiseerd.
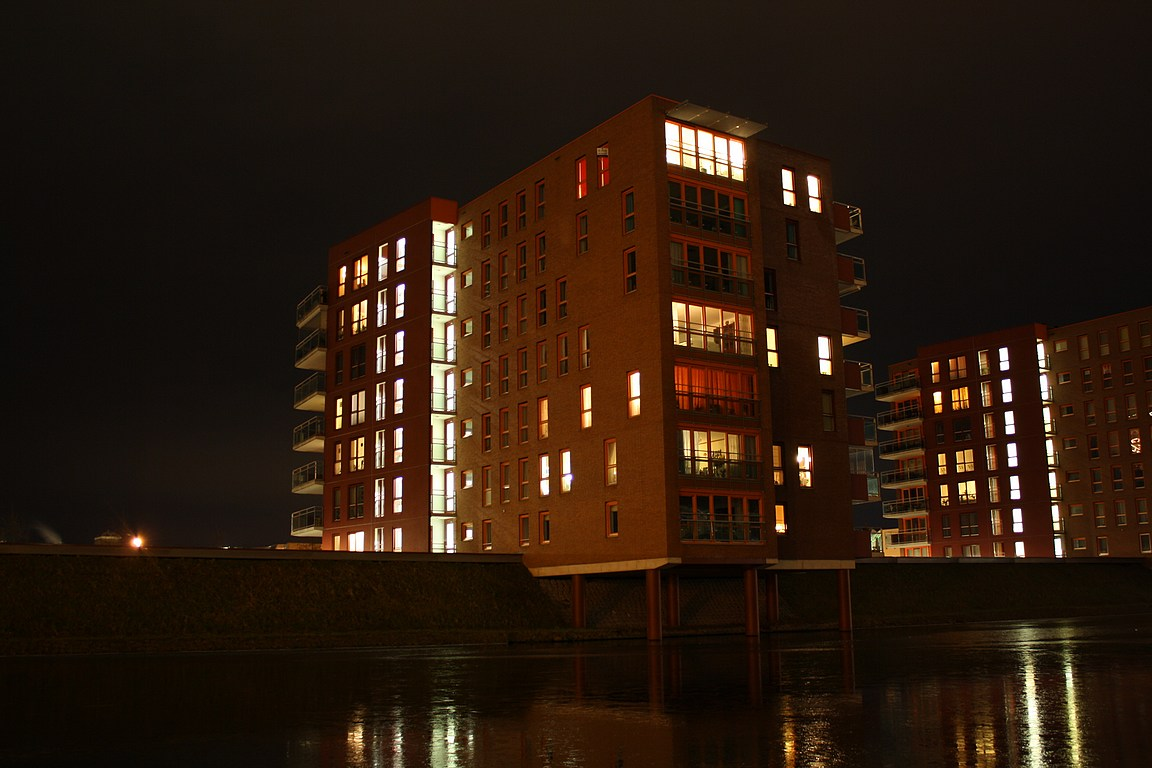
Woonflats met daarachter (uit zicht) winkelcentrum de Struytse Hoeck, die beide kanten van het Voornekanaal met elkaar verbindt.
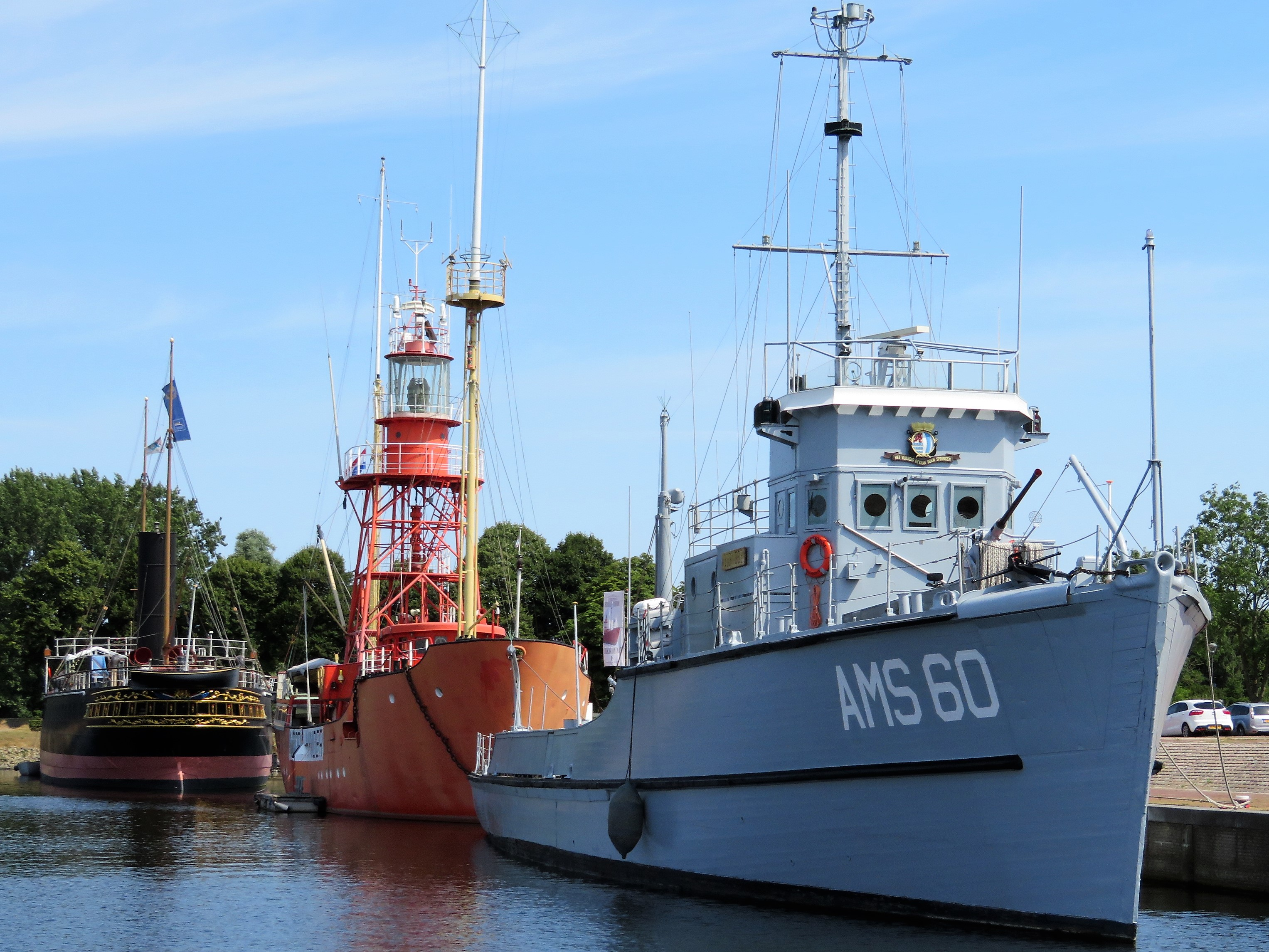
Het Maritiem Kwartier aan de Koningskade

Zuid-Holland: Steden en dorpen      Nederland: Provincies · Gemeenten